# Deportes ecuestres en los Juegos Olímpicos de Tokio 2020
Los deportes ecuestres en los Juegos Olímpicos de Tokio 2020 se realizaron en el Parque Ecuestre (doma y saltos) y el Circuito de Campo a Través Sea Forest (campo a través) de Tokio del 25 de julio al 7 de agosto de 2021.
En total fueron disputadas en este deporte 6 pruebas diferentes, todas mixtas. El programa de competiciones se mantuvo como en la edición anterior.

## Medallistas
| Evento                                      | Oro | Plata | Bronce |
| ------------------------------------------- | --- | --- | --- |
| Doma individual (28 de julio)               | Jessica von Bredow-Werndl · (TSF Dalera) · Alemania · 91,732 pts.                                                                   | Isabell Werth · (Bella Rose 2) · Alemania · 89,657 pts.                                                                          | Charlotte Dujardin · (Gio) · Reino Unido · 88,543 pts.                                                                          |
| Doma por equipos (27 de julio)              | Alemania · Dorothee Schneider · (Showtime FRH) · Isabell Werth · (Bella Rose 2) · Jessica von Bredow-Werndl · (TSF Dalera) · 8178,0 | Estados Unidos · Adrienne Lyle · (Salvino) · Steffen Peters · (Suppenkasper) · Sabine Schut-Kery · (Sanceo) · 7747,0             | Reino Unido · Carl Hester · (En Vogue) · Charlotte Fry · (Everdale) · Charlotte Dujardin · (Gio) · 7723,0                       |
| Saltos individual (4 de agosto)             | Benjamin Maher · (Explosion Z) · Reino Unido · 0 (37,85)                                                                            | Peder Fredricson · (All In) · Suecia · 0 (38,02)                                                                                 | Maikel van der Vleuten · (Beauville Z) · Países Bajos · 0 (38,90)                                                               |
| Saltos por equipos (7 de agosto)            | Suecia · Henrik von Eckermann · (King Edward) · Malin Baryard-Johnsson · (Indiana) · Peder Fredricson · (All In) · 8                | Estados Unidos · Laura Kraut · (Baloutinue) · Jessica Springsteen · (Don Juan van de Donkhoeve) · McLain Ward · (Contagious) · 8 | Bélgica · Pieter Devos · (Claire Z) · Jérôme Guéry · (Quel Homme de Hus) · Grégory Wathelet · (Nevados S) · 12                  |
| Concurso completo individual (2 de agosto)  | Julia Krajewski · (Amande de B'Neville) · Alemania · 25,60                                                                          | Tom McEwen · (Toledo de Kerser) · Reino Unido · 27,60                                                                            | Andrew Hoy · (Vassily de Lassos) · Australia · 28,90                                                                            |
| Concurso completo por equipos (2 de agosto) | Reino Unido · Tom McEwen · (Toledo de Kerser) · Laura Collett · (London 52) · Oliver Townend · (Ballaghmore Class) · 86,30          | Australia · Kevin McNab · (Don Quidam) · Shane Rose · (Virgil) · Andrew Hoy · (Vassily de Lassos) · 100,20                       | Francia · Nicolas Touzaint · (Absolut Gold) · Karim Laghouag · (Triton Fontaine) · Christopher Six · (Totem de Brecey) · 101,50 |

## Medallero
| Núm. | País           | Oro | Plata | Bronce | Total |
| ---- | -------------- | --- | ----- | ------ | ----- |
| 1    | Alemania       | 3   | 1     | 0      | 4     |
| 2    | Reino Unido    | 2   | 1     | 2      | 5     |
| 3    | Suecia         | 1   | 1     | 0      | 2     |
| 4    | Estados Unidos | 0   | 2     | 0      | 2     |
| 5    | Australia      | 0   | 1     | 1      | 2     |
| 6    | Bélgica        | 0   | 0     | 1      | 1     |
| 6    | Francia        | 0   | 0     | 1      | 1     |
| 6    | Países Bajos   | 0   | 0     | 1      | 1     |
|      | TOTAL          | 6   | 6     | 6      | 18    |